# 聖薩爾瓦多修道院
聖薩爾瓦多修道院（義大利語：San Salvatore），位於義大利北部倫巴第大區的城市布雷西亞，曾經是修道院，現在則是博物館。修道院的建築十分複雜，包含了一些羅馬帝國時代的建築。

## 外部連結
- Museum of Santa Giulia

45°32′23″N 10°13′41″E / 45.53972°N 10.22806°E